# L'Annexe
 (août 2025).
Motif : réelle notoriété encyclopédique pour cet article de 2007 concernant une éphémère série ?
- Archive Wikiwix
- Bing
- Cairn
- DuckDuckGo
- E. Universalis
- Gallica
- Google
- G. Books
- G. News
- G. Scholar
- Persée
- Qwant
- (zh) Baidu
- (ru) Yandex
- (wd) trouver des œuvres sur Wikidata

| 1. | Préciser le motif de la pose du bandeau. | Précisez le motif de la pose du bandeau en utilisant la syntaxe suivante : {{admissibilité à vérifier\|date=août 2025\|motif=remplacez ce texte par le motif}}                |
| 2. | Informer les utilisateurs concernés.     | Pensez à avertir le créateur de l'article, par exemple, en insérant le code ci-dessous sur sa page de discussion : {{subst:avertissement admissibilité à vérifier\|L'Annexe}} |

L'Annexe est une série télévisée française en 38 épisodes de 26 minutes, créée par Marc Eisenchteter, Didier Albert et Simone Harari, diffusée du 18 octobre 1993 au 9 décembre 1993 sur France 2.

## Synopsis
Cette sitcom met en scène une bande de lycéens qui gère une petite entreprise de livraison de pizzas, l'Annexe.

## Distribution
- Romane Serda : Marie
- Nicolas Lemetre : Romain
- Marion Beulque alias Marion Valantine : Leila
- Vincent Colombe : Victor
- Stéphane Cottin : Freddy
- Alexandra Damiani : Sandrine
- Yves Afonso : Gérard

## Commentaires
A contrario des productions de la même époque, L’Annexe a été tournée avec des décors naturels. Le lundi, l’équipe quittait les plateaux de la Plaine Saint-Denis pour une petite rue à Saint-Denis. Le mercredi, les scènes de lycée étaient réalisées au Lycée Lakanal de Sceaux. D’autres extérieurs étaient filmés le mardi.
Lors de son arrivée sur France 2, la série était diffusée dans l'émission Giga.
Elle est diffusée entre octobre et décembre 1993, avant d'être déprogrammée. Les derniers épisodes restants seront diffusés pendant l'été 1996.